# Euphaea superba
Euphaea superba är en trollsländeart som beskrevs av Douglas E. Kimmins 1936. Euphaea superba ingår i släktet Euphaea och familjen Euphaeidae. IUCN kategoriserar arten globalt som livskraftig. Inga underarter finns listade i Catalogue of Life.